# Jan i Trencapins
Jan i Trencapins són personatges de ficció i una sèrie de còmic francobelga, el seu nom original en francès és Johan et Pirlouit; aquesta sèrie de còmics està ambientada a l'edat mitjana; va ser creada el 1946 per l'autor de còmics belga Peyo (Pierre Culliford) i publicada, successivament, per les seccions infantils dels diaris belgues La Dernière Heure i Le Soir, i més tard en el setmanari Spirou de l'Editorial Dupuis. Després de la mort de l'autor, els següents episodis de la saga han estat publicats per les Editions Le Lombard, directament en format d'àlbum.

## Sinopsi de la sèrie
En una edat mitjana fabulosa, el ferm i coratjós Jan i el seu esbojarrat amic Trencapins viuran aventures farcides d'acció i humor. Amb l'espasa i l'enginy faran front a nobles ambiciosos i traïdors, a bruixots amb males intencions, coneixeran els vikings, el fantasma d'un castell abandonat i fins i tot els barrufets.

## Trajectòria editorial

### Inicis
Fascinat des de la seva infància pel món medieval, Peyo va crear al seu primer personatge, el patge Johan (en català Jan), el 1946. En un primer moment era ros, amb rínxols, i protagonitzava dos petits acudits muts de només quatre vinyetes cadascun i d'un humor molt senzill. En el tercer acudit, en el qual ja s'utilitzaven entrepans per als diàlegs, va aparèixer per primera vegada el personatge del rei, que en aquests primers temps es deia "Senyor de Hauvon". Després d'això, Jan va protagonitzar les seves dues primeres aventures llargues, en les quals es narrava com el jove patge salvava el castell de la invasió de tropes enemigues i alliberava la filla del Senyor de Hauvon, la princesa Isabelle. Les característiques més destacades de Jan, el jove heroi, eren el valor, la fidelitat al seu senyor, l'honestedat i l'astúcia, la qual cosa el convertia en l'exponent perfecte dels valors tradicionals.
El 1949, Jan va aparèixer en el periòdic Le Soir, encara ros però ja sense els rínxols. El primer dels seus relats tornava a narrar l'alliberament de la princesa, aquesta vegada amb el títol Johan, le petit page. El segon relat reprenia el tema del complot nocturn per a conquerir el castell, i portava per títol L'attaque du château. En els dos casos, el dibuix i el ritme del relat havien millorat molt.

### Arribada aSpirou
El 1952, i gràcies a la recomanació de Franquin, Peyo va començar a publicar els relats de "Jan" al setmanari Spirou, ja en color i en lliuraments setmanals. Per a l'ocasió, el cabell de l'heroi va passar de ros a bru i les seves històries es van convertir en relats llargs de 44 planxes (60 planxes a partir de 1958). En la seva primera aventura, Le châtiment de Basenhau, una de les pàgines va ser censurada perquè mostrava una escena de tortura. En aquest primer títol apareix el personatge del Comte de Treville. També s'introdueix en la sèrie un personatge anònim però que restarà ja com a fix en la saga: el d'un veloç cavall blanc amb taques negres que es convertirà, a partir del segon episodi, en la fidel muntura de Jan. Igualment, en el segon episodi té lloc la primera aparició del personatge afortunat de la bruixa Raquel.
El 1954 va tenir lloc una fita important, la introducció del personatge de Pirlouit (Trencapins) a la sèrie, en el tercer relat anomenat Le lutin du Bois aux Roches. Creat en un primer moment com a personatge secundari, Trencapins, juntament amb la seva cabra Biquette (Negreta), que també apareix en aquest episodi, va conquistar aviat la simpatia dels lectors, que van reclamar la seva permanència en la sèrie. D'aquesta forma, la saga va passar a dir-se Jan i Trencapins. Trencapins és una mena de nan ros que sobreviu a força d'atemorir i d'assaltar els camperols. El rei envia en Jan per a capturar-lo i tots dos acaben fent-se amics, passant a convertir-se Trencapins en el bufó del rei. En aquest tercer episodi apareix de nou el tema de la princesa segrestada, a la qual Jan i Trencapins alliberen conjuntament. El personatge de Trencapins, que es concep ple de defectes per accentuar el contrast còmic amb Jan (és un golut, mandrós, covard a vegades, trampós, indiscret, burleta, bromista, pèssim cantant, dotat d'un caràcter terrible...) resulta, no obstant això, commovedor en la seva fidelitat i simpàtic en el seu atreviment; l'element alegre que li feia falta a la història, on l'heroi principal apareixia, ben sovint, excessivament seriós. Els nens lectors del setmanari s'hi van identificar i el van convertir en el seu predilecte --com també ho era del seu creador, que proclamava que, a més de ser el seu favorit, Trencapins compartia amb ell una sèrie de trets de caràcter.
En el quart episodi, La pierre de lune (1955), van arribar a la sèrie les molt importants figures del mag Homnibus (Sapastrus) i el seu ajudant Olivier. Aquell mateix any va veure la llum una publicació paral·lela de Dupuis, el periòdic Risque-Tout, en el qual Peyo va publicar algunes històries curtes dels seus herois, que aleshores vivien la seva època de major popularitat.

### Aparició dels barrufets
Després d'haver fet que en Jan i en Trencapins viatgessin fins a terra de vikings, que baixessin a les entranyes de la terra a cercar una font miraculosa, que s'infiltressin en una banda de bandolers i fins i tot que en Trencapins fos per uns dies elevat a la categoria de senyor feudal, i després d'haver donat naixement a altres personatges fixos com la Dame Barbe o el Senescal, Peyo va signar sense saber-ho la sentència de mort de la seva sèrie favorita en introduir, en el novè episodi de la saga, uns petits personatges blaus que es farien tan populars que, no solament conquistarien la seva pròpia sèrie, sinó que provocarien la desaparició gairebé total de Jan i Trencapins, davant la falta de temps del seu creador per dedicar-s'hi completament. Es tracta dels "Schtroumpfs" (els "barrufets"), que van fer la seva aparició, com a simples personatges secundaris, en l'episodi La flûte à six trous ("La flauta dels sis forats"), el 1958. En aquest episodi, Trencapins troba una flauta màgica que li és robada més tard, i davant la necessitat d'obtenir-ne una altra, el mag Homnibus envia els dos amics a una terra desconeguda, el País Maleït, on hi viuen els barrufets. La prova de l'èxit immediat dels barrufets és que, en editar-se la història en àlbum, el seu títol va canviar a La flûte à six schtroumpfs (La flauta dels sis barrufets).
En el següent episodi, La guerre des sept fontaines, Peyo va tornar a introduir els barrufets de forma prudencial, encara anecdòtica. Va creure poder-ne prescindir en L'anneau des Castellac ("L'anell dels Castellac"), però l'experiment no va ser satisfactori, ja que les vendes dels episodis "amb barrufets " superaven les d'aquelles "sense barrufets", com li va fer notar l'editor. En el dotzè episodi, Le Pays Maudit ("El País Maleït"), els barrufets són omnipresents en la història.
Va caldre esperar molt de temps perquè en Jan i en Trencapins tornessin a aparèixer, aquesta vegada en l'episodi titulat Le sortilege de Maltrochu ("El sortilegi de Malveí"), ja que Peyo, qui per a les seves altres sèries no dubtava a emprar ajudants, era poc inclinat a permetre la intrusió de mans alienes per a Jan i Trencapins, la seva sèrie fetitxe i la més volguda. No obstant això, malgrat haver començat aquest episodi tot sol, aviat va haver de recórrer als seus ajudants. A mitjan episodi va sofrir un atac cardíac i la història va quedar interrompuda durant un bon lapse de temps.

### Cinema i televisió
El 1975, la productora Belvision va estrenar la pel·lícula de dibuixos animats La flûte à six Schtroumpfs (La flauta dels sis barrufets), de 70 minuts, en la qual Jan i Trencapins juguen un destacat paper. Es tracta d'una adaptació de la història original, amb certs canvis. En aquesta pel·lícula, lògicament, els barrufets tenen molt més protagonisme, i la seva fisonomia i l'aspecte del seu llogaret s'ha modernitzat convenientment. De la banda sonora, composta per Michel Legrand, es va editar un disc LP i un altre senzill, i es va publicar també un llibre il·lustrat, amb textos d'Yvan Delporte, dibuixos de Walthéry i Seron, i fotogrames de la pel·lícula. També va aparèixer una col·lecció de petits contes il·lustrats que narraven diferents seqüències.
El 1982, en la segona temporada de la sèrie televisiva Smurfs protagonitzada pels barrufets i produïda des de 1981 per Hanna-Barbera, Jan i Trencapins van ser els herois de setze capítols, en els quals apareixien també el rei, Homnibus, Dama Barba i una nova incorporació, la princesa Savina. No gaire ben acollits pel públic nord-americà, els herois medievals (rebatejats com "Johan & Peewit" o "Johan & Peewee", segons els casos) van perdre protagonisme, encara que Trencapins apareixeria com a personatge secundari en alguns dels episodis dels barrufets.
El 1983 i el 1984, anys en què la sèrie Johan & Peewit es va emetre a França i Bèlgica, es van gravar diversos discos dedicats als herois (Productions AB), com Les chansons de Johan et Pirlouit, D'estoc et de taille o Le dragon vert (llibre-disc amb un conte narrat).

### Retorn dels personatges
El 1992, les Editions Le Lombard van signar un acord amb Peyo i amb el seu fill Thierry Culliford per a ressuscitar els herois, juntament amb Benoît Brisefer (Benet Tallaferro), i editar-ne noves aventures de 44 pàgines. Peyo va reprendre un vell argument que tenia arxivat en el calaix des de gairebé vint anys enrere, Les barbares, i es va proposar acabar-lo. Com que estava molt malalt i no podia dibuixar ell mateix, va recórrer a Alain Maury, un dels dibuixants dels barrufets, perquè el realitzés. Però la mort el va sorprendre en la nit de Nadal d'aquell mateix any, i Maury va haver de completar la història en solitari. L'episodi va sortir al mercat amb el nom de La horde du Corbeau, i n'hi van seguir tres més, fins a assolir la col·lecció un total de 17. Els guions es deuen a Thierry Culliford, el fill gran de Peyo, i a Yvan Delporte.
Els herois han estat també reproduïts en forma de ninot, primer en les figuretes de làtex tou que oferia la revista Spirou, més tard en figuretes de làtex dur comercialitzades per l'empresa alemanya Schleich, i després en figures de resina o de metall, fabricades per l'empresa francesa Pixi.
Finalment, els herois han estat protagonistes d'una "darrera" aventura, Le bois aux licornes, de la mà de Didier Convard (guió) i d'André Juillard (dibuix) en la sèrie de Dargaud Le dernier chapitre, dedicada a retratar la hipotètica vellesa dels herois tradicionals del còmic. Jan i Trencapins, ja vells, parteixen a l'última de les seves cerques, la del mític unicorn; els cabells d'en Jan s'han tenyit de blanc i en Trencapins, sord d'una orella, brama com mai les seves temibles serenates.

### En català
Les aventures de Jan i Trencapins van començar a aparèixer en català l'any 1963 a la revista Cavall Fort, traduïdes per Albert Jané. La totalitat dels àlbums han estat editats, repartits però entre diverses editorials (Anxaneta, Diafora, Junior i Base) D'altra banda, la pel·lícula La flauta dels sis barrufets va ser estrenada en català l'any 1980.

## Àlbums

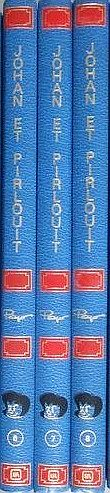
Edició en francès d'éditions Rombaldi.

1. El senyor de Basenhau (Le châtiment de Basenhau), dibuix i guió de Peyo (edició en format d'àlbum, gener 1954)
2. L'usurpador de Rocafort (Le maître de Roucybeuf), dibuix i guió de Peyo (gener 1954)
3. El follet del bosc (Le lutin du Bois aux Roches), dibuix i guió de Peyo (gener 1956)
4. La pedra de lluna (La Pierre de Lune), dibuix i guió de Peyo (gener 1956)
5. El jurament dels víkings (Le serment des vikings), dibuix i guió de Peyo (gener 1957)
6. La font dels déus (La source des dieux), dibuix i guió de Peyo (gener 1957)
7. La fletxa negra (La flèche noire), dibuix i guió de Peyo (gener 1959)
8. El senyor de Montresor (Le Sire de Montrésor), dibuix i guió de Peyo (gener 1960)
9. La flauta dels sis barrufets (La flûte à six schtroumpfs), dibuix i guió de Peyo (gener 1960)
10. La guerra de les 7 fonts (La guerre des sept fontaines), dibuix i guió de Peyo (gener 1961)
11. L'anell dels Castellac (L'anneau des Castellac), dibuix i guió de Peyo (gener 1962)
12. El país maleït (Le pays maudit), dibuix i guió de Peyo (gener 1964)
13. El sortilegi de Malveí (Le sortilège de Maltrochu), dibuix i guió de Peyo (gener 1970)
14. L'horda del corb (La horde du corbeau), dibuix d'Alain Maury, guió d'Yvan Delporte (gener 1994)
15. Els trobadors de Rocafort (Les troubadours de Roc-à-Pic), dibuix d'Alain Maury, guió d'Yvan Delporte i Thierry Culliford (gener 1995)
16. La nit dels bruixots (La nuit des sorciers), dibuix d'Alain Maury, guió d'Yvan Delporte (maig 1998)
17. La rosa del desert (La rose des sables), dibuix d'Alain Maury, guió de Luc Parthoens (maig 2001)

### Històries curtes
Llista d'històries curtes, totes amb guió i dibuix de Peyo, que van aparèixer a les revistes Risque-Tout i Spirou, i més tard a l'edició "integral" en francès de les aventures de Jan i Trencapins de l'editorial Dupuis.
- Le dragon vert (1955)
- Enguerran le Preux (1956)
- Sortilège au château (1956)
- A l'auberge du Pendu (1956)
- Veillée de Noël (1956)
- Les mille écus (1956)
- Les anges (1957)
- L'étoile de Noël (1976)